# Storia di Porto Maurizio
Porto Maurizio è uno dei due borghi principali che, insieme ad Oneglia, costituiscono la città di Imperia, in Liguria. Ancora oggi ha un antico centro storico praticamente integro, situato su di un promontorio roccioso sul mare.
Un tempo attivo luogo di produzione e commercio dell'olio d'oliva, Porto Maurizio è oggi soprattutto una cittadina turistica e di servizi, facendo parte del capoluogo della provincia di Imperia.
Per il toponimo di Porto Maurizio sono state proposte varie origini: 

Una plausibile ipotesi lo ricollega e alla dominazione bizantina di cui era divenuto un caposaldo marittimo e all'imperatore Maurizio.

Una seconda ipotesi fa derivarne nome da san Maurizio martire, santo della Chiesa cattolica comandante della leggendaria Legione Tebea dell'antica Roma e patrono della locale chiesa.

Secondo una terza ipotesi (la documentazione disponibile è molto scarsa) il nome deriverebbe invece da un Portus Murisius (cioè "Porto dei Mori"), in quanto intorno al IX secolo i Saraceni avevano stabilito vari insediamenti in Provenza e Liguria. Alla loro cacciata questo nome, divenuto sgradevole, sarebbe stato mutato in quello, molto simile, di Mauritius, che nel dialetto locale si pronuncia in modo quasi identico, e si "inventò" la derivazione da san Maurizio.

## Le origini
La presenza del favorevole promontorio roccioso sul mare, facile da difendere, costituiva il naturale luogo propizio per la fondazione di un insediamento dell'antica popolazione dei Liguri Ingauni. 

Abili navigatori dediti al commercio e alla pirateria, gli Ingauni governavano sul territorio esteso da Finale Ligure (confinante con i Sabates di Savona) fino a Sanremo (confinante con gli Intemeli di Ventimiglia)).
Nonostante le limitate tracce archeologiche, è plausibile che Porto Maurizio, come molti altri simili approdi, sia stato frequentato anche da mercanti fenici, greci ed etruschi.

## Roma
Conclusa la Prima guerra punica, nella seconda metà del III secolo a.C. Roma inizia la sua espansione in Liguria. Procedendo dal Levante deve affrontare l'ostilità delle varie comunità.
Nel 234 a.C. la flotta romana, comandata da Quinto Fabio Massimo al suo primo consolato, si scontra con quella dei Liguri e libera il controllo della rotta costiera verso la Gallia.
Gli Ingauni entrano nella storia con la guerra annibalica: rivali dei Genuenses, rimasti fedeli a Roma, sono in lotta con gli Epanteri Montani e nel 205 a.C. si alleano al cartaginese Magone che era sbarcato a Savona.

Dopo la sconfitta di Magone nel 203 a.C., nel 201 a.C. gli Ingauni stringono un foedus con Roma. 

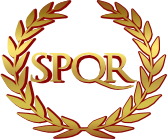
Roma

Conclusa la Seconda guerra punica , Roma può dedicarsi anche alla pacificazione e romanizzazione della Liguria. 
L'impresa richiederà tuttavia ancora lunghi decenni di lotta sui vari fronti. 
Nell'anno 185 a.C. gli Ingauni sono nuovamente in lotta contro Roma. Il console Appio Claudio, dopo aver riportato alcuni successi ne devasta il paese.
Nel 181 il console Lucio Emilio Paolo riporta la vittoria decisiva sugli Ingauni, ne cattura l'intera flotta e celebra a Roma il Trionfo solenne. 

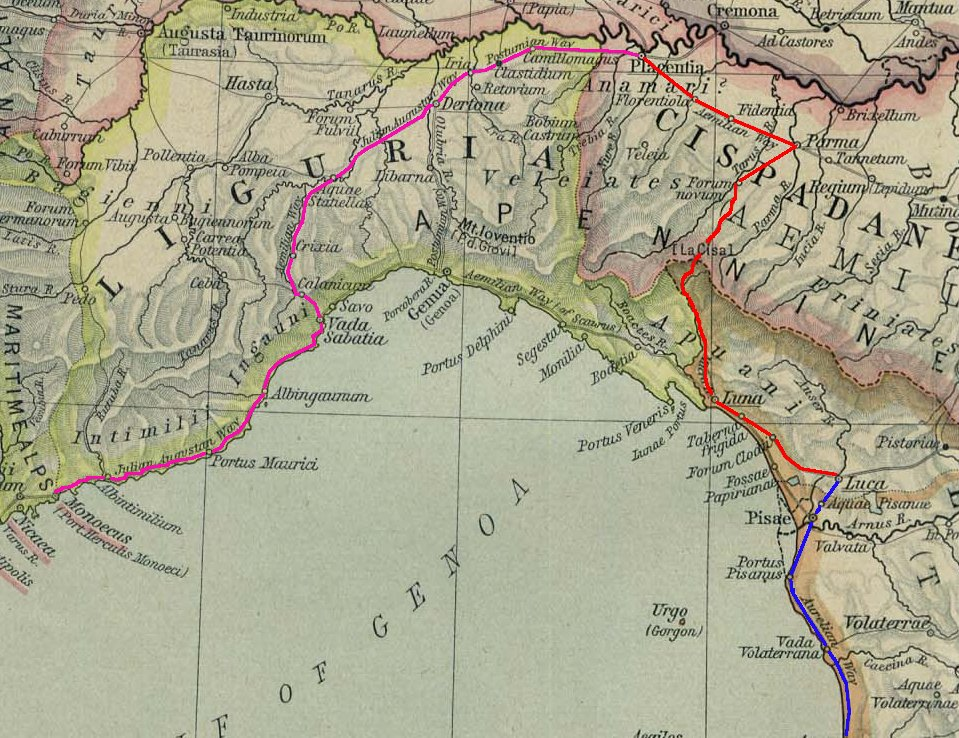
Via Julia Augusta

Gli Ingauni, privati delle loro navi, tornano alleati di Roma. La pacificazione si compie l'anno seguente e vengono loro assegnate terre tolte ai Montani. In questa occasione per la prima volta gli Ingauni vengono menzionati come distinti dagli Intimili. 
Nell'89 a.C., alla fine della guerra sociale, la Liguria è parte della provincia Gallia Cisalpina e i suoi abitanti ricevono la cittadinanza romana.

Nel 42 a.C., la provincia viene abolita, divenendo parte integrante dell'Italia romana.
Il luogo di Porto Maurizio è stato un insediamento minore in epoca imperiale. Vari sono stati i ritrovamenti archeologici quali resti di murature e pavimenti, vasellame e monete, tombe, cippi miliari ed un ponte romano di età adrianea alla foce del Prino.

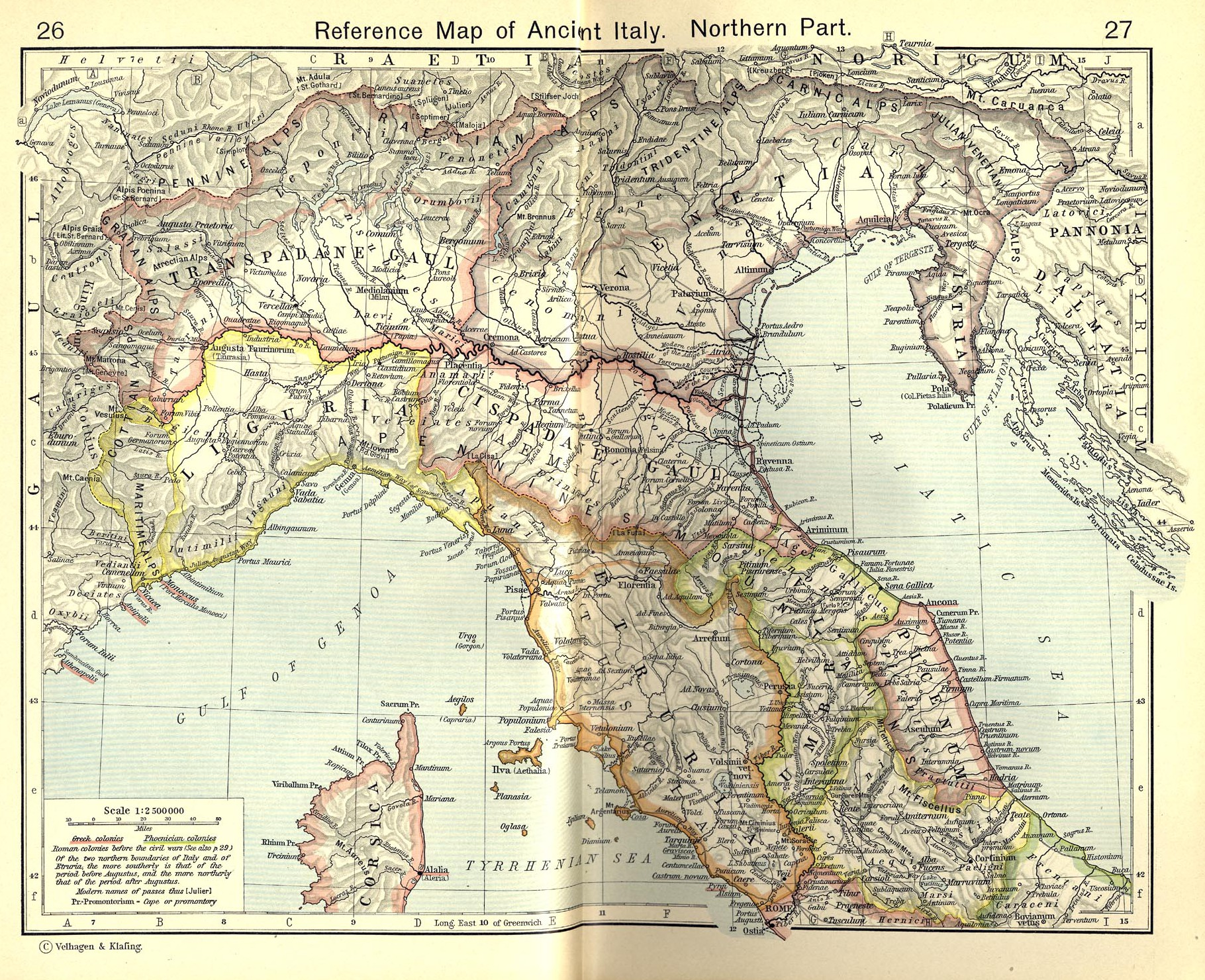
Regio IX Augustea

Nella ripartizione dell'Italia operata da Augusto il luogo di Porto Maurizio apparteneva alla Regio IX che si estendeva da Nicaea (Nizza) fino alla foce del fiume Macra (Magra).
Il sistema viario della zona era costituito dalla via Eraclea (via militare costruita nel 241 a.C. dal console Aurelio Cotta) e dalla Via Julia Augusta (14 d.C.).
Nel ponente Ligure la via di comunicazione marittima è menzionata nel portolano dell'Itinerarium Maritimum (III secolo) che descrive, da est a ovest, i portus di Vada Sabatia, Albingaunum e Portus Maurici, il fluvius di Taggia e la plagia di Albintimilium.

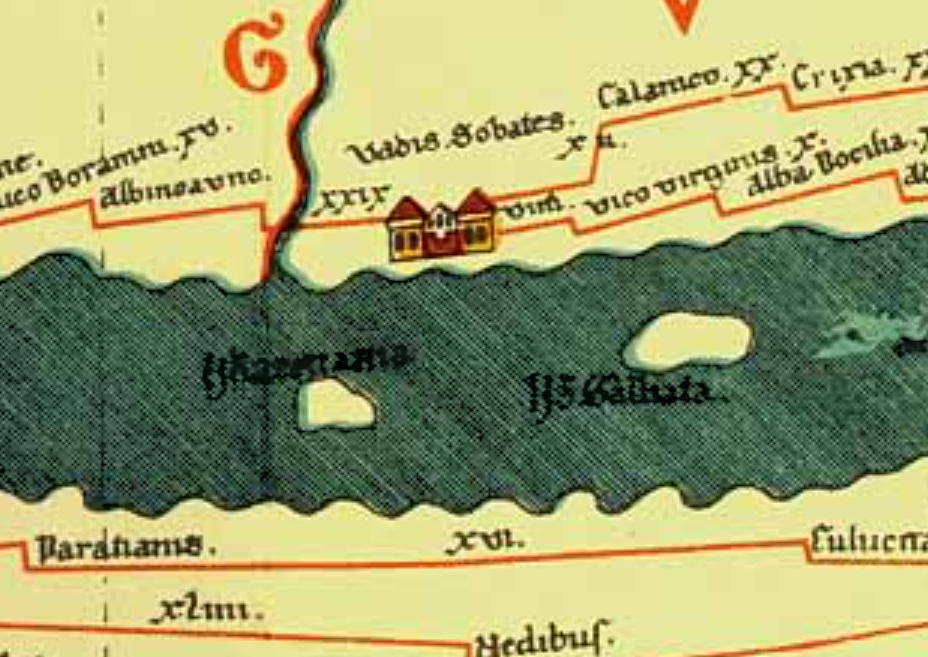
Tavola Peutingeriana
Ponente ligure

Dopo la morte di Nerone, nell'anno 69 il territorio è coinvolto nella guerra di successione tra Otone e Vitellio. Dopo un duro scontro in Provenza, gli otoniani vincitori si ritirano ad Albingaunum.
In Liguria il Cristianesimo si diffonde verosimilmente agli inizi del III secolo.
Nella riorganizzazione amministrativa di Diocleziano del 292 tutta l'Italia è riunita in un'unica diocesi ed è governata dall'augusto Massimiano. Nella seconda terarchia nel 305 il governo sull'Italia passa al cesare Severo.
Nel 314 Costantino suddivide la diocesi d'Italia in due vicariati, ognuno governato da un vicarius. La Liguria è una provincia consolare inserita nel vicariato annonario.

## Dal V all'VIII secolo

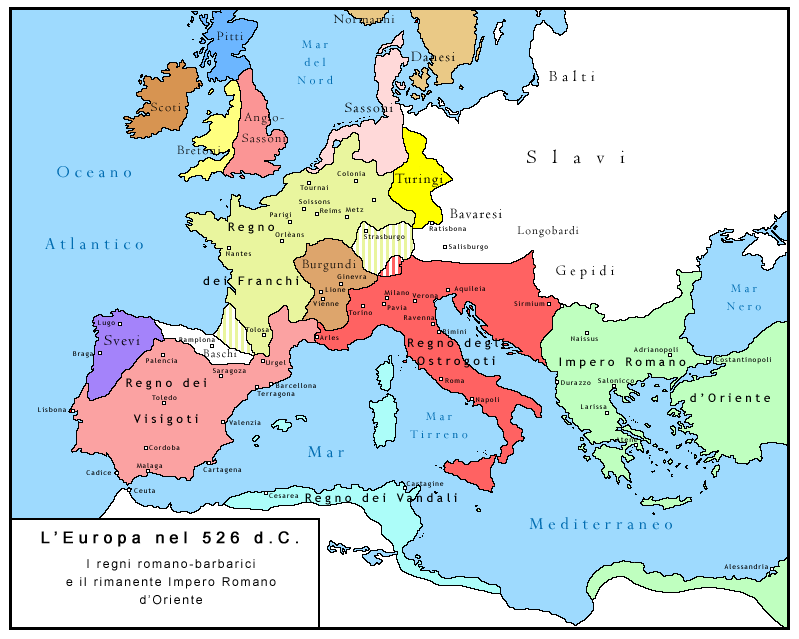
Il Regno di Teodorico

Il V secolo segna gli ultimi anni della decadenza dell'Impero romano d'Occidente vedendo il passaggio di varie popolazioni barbare e le ultime lotte di Roma per contrastarle.
In questi anni lo scrittore Claudio Rutilio Namaziano, in viaggio marittimo lungo la costa ligure da Luni alla Gallia, descrive lo stato di desolazione della regione.
I Visigoti nel 421 istituiscono la Liguria come Provincia Maritima.
Nel 476 il barbaro Odoacre, re degli Eruli, depone l'ultimo imperatore romano Romolo Augusto, ponendo così fine all'Impero; la Liguria diviene parte del regno erulo di Odoacre.

Nel 493 Teodorico, ribellatosi, gli succede stabilmente ed instaura il suo regno ostrogoto che comprende anche tutta la penisola italiana.

L'Impero romano d'Oriente al tempo di Giustiniano

La dominazione gotica perdura fino alla riconquista dell'Occidente decisa da Giustiniano: nel 552, a conclusione della guerra gotica, Porto Maurizio è parte dell'Impero romano d'Oriente che, da insediamento romano minore, ne fa ora un importante caposaldo della difesa marittima dell'Esarcato d'Italia.
I Bizantini istituiscono la Liguria come Provincia Maritima Italorum e con il ritrovato periodo di pace la zona gode di una ripresa economica per quasi un secolo..
Alla metà del VI secolo i Longobardi giungono in Italia e cominciano a scontrarsi con i Bizantini. Per contrastare l'invasione Porto Maurizio si dimostra caposaldo militare importante.
Nel 642 il re longobardo Rotari riesce a conquistare la Liguria, che entra quindi a far parte del Ducato di Liguria nel Regno longobardo.
Nel primo quarto dell'VIII secolo l'espansione araba, iniziata nel secolo precedente, travalica in Europa, raggiunge la Provenza da dove inizia ad esercitare devastanti incursioni sulle coste liguri.
Nel 773, per le sue discordie interne, il regno longobardo cade sconfitto da Carlo Magno, re dei Franchi. Il territorio costiero è un contado  esteso da Sanremo a Finale Ligure con Albenga capitale.

Nell'ambito dell'Impero carolingio, alla successione di Carlo Magno, la regione è parte del Regno d'Italia.
La suddivisione dell'Impero carolingio comporta l'organizzazione feudale del Regnum italicum.

## Dal IX al X secolo
Ai primi del IX secolo, sotto la corona di Pipino, figlio di Carlo Magno, la Provincia venne denominata Litora Maris e viene suddivisa nei Comitati di Luni, Genova, Vado e Albenga affidati al governo di Conti.
Nel IX secolo la costa ligure vede crescere il flagello delle aggressioni islamiche: i predoni Saraceni dalla loro base di Frassineto in Provenza devastano tutta la zona prelevando schiavi, saccheggiando centri abitati e distruggendo chiese e monasteri. La vita, l'economia ed i commerci sono in difficoltà. A difesa della costa vengono via via erette torri di avvistamento, segnalazione e difesa. 
La struttura feudale viene rafforzata per un controllo ed una più efficace difesa dei territori.

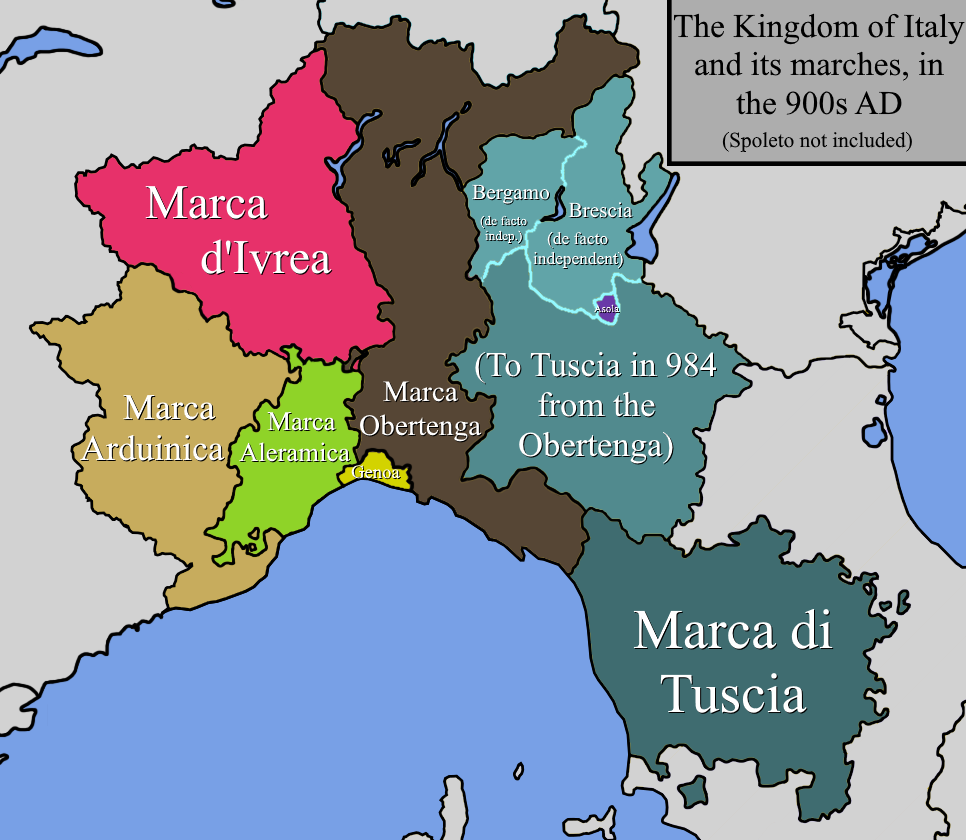
Il Regno d'Italia nel X secolo

Nel 950 la Liguria, nell'ambito del Regno d'Italia è infeudata da Berengario II in tre Marche: l'obertenga a est, l'aleramica al centro e l'arduinica a ovest.

Porto Maurizio fa parte della Marca Arduinica, assegnata al marchese Arduino il Glabro.
Nel 972 le forze congiunte di liguri e provenzali distruggono la base saracena di Frassineto in Provenza. La minaccia islamica sulla Liguria risulta considerevolmente ridotta.

## XI secolo

Marchese di Susa

Ai primi dell'XI secolo potente signore della Marca Arduinica è Olderico Manfredi II, marchese di Susa e Torino. 

Il territorio di Porto Maurizio è feudo del Comitato della Diocesi di Albenga.
Al 1001 risale la consacrazione della romanica Pieve di San Giorgio a Torrazza.
Questo secolo vede crescere la reazione delle città costiere del Tirreno alle razzie saracene. Soprattutto le repubbliche di Genova e Pisa sono accomunate dalla necessità di difendere, con il proprio apporto navale, i propri borghi costieri e di rendere sicuri la navigazione ed i commerci. 

Ne consegue l'inizio di un periodo di contrasto navale che riduce notevolmente il pericolo musulmano e di conseguenza comporta la sicurezza e quindi lo sviluppo economico dei territori costieri.
Nel 1064 la marchesa Adelaide di Susa, figlia di Olderico Manfredi II, fa dono, oltre ad altre proprietà, dei suoi possedimenti ingauni e di metà di Porto Maurizio alla benedettina Abbazia di Santa Maria Assunta di Abbadia Alpina nei pressi di Pinerolo.
Porto Maurizio diventa feudo benedettino. I monaci operano in questa zona scendendo dai monasteri del basso Piemonte (Caramagna e Pinerolo): monasteri  sono costruiti a Gavenola, Pieve di Teco, Santo Stefano al Mare e Taggia.

Dai monaci benedettini il territorio riceve la tecnica di terrazzamento dei terreni e quella della coltivazione dell'ulivo. Il suolo viene ridotto a fasce adatte a tale coltivazione e sfruttato a fondo nelle sue possibilità economiche.

Marchesi di Clavesana

Il borgo di Porto Maurizio è feudo dell'aleramico Marchesato di Clavesana.
Nel contempo vengono a  costituirsi i castelli, i borghi e le ville del mondo feudale, le cui leggi di dispotismo sono però largamente temperate in questa zona dalla liberalità del dominio monastico e dalla partecipazione popolare alla cosa pubblica, attraverso la Compagna e altre forme parziali di libertà comunale.

## XII secolo: il Comune
Nel 1156 Porto Maurizio è annoverato tra i castelli infeudati a Guidone Guerra, conte di Ventimigla.
Porto Maurizio è il principale centro del progresso e si afferma come centro marinaro indipendente, affrancandosi gradualmente sia dalla giurisdizione di Albenga che da quella dei Marchesi di Clavesana, signori feudali di tutto il suo Comitato. 
Vi riesce appoggiandosi soprattutto a Genova che ne favorisce le aspirazioni di autonomia.
Nel XII secolo e fino agli inizi del secolo successivo Porto Maurizio è un libero Comune.

Il suo territorio (in seguito verrà anche chiamato Capitaneato di Porto Maurizio) è diviso in tre Terzieri:
- Terziere di San Maurizio: che comprendeva il centro urbano di Porto Maurizio (u Pòrtu) con la zona costiera, le terre ed i borghi limitrofi (Ville)
- Terziere di San Giorgio: che era la parte dell'entroterra più vicina alla città e faceva capo al borgo di Torrazza (a Tuřàssa), oggi frazione del comune di Imperia.
- Terziere di San Tomaso: che era la parte più interna dell'entroterra, facente capo al borgo di Dolcedo (u Dusséu), oggi comune indipendente.

Rimangono escluse da questa organizzazione la valle di S. Lorenzo, che passa per infeudazione dai Marchesi di Clavesana ai Conti di Lengueglia; la parte superiore della valle del Prino, ove si forma, sempre per subinfeudazione dei Clavesana, la Signoria dei Conti di Prelà e infine l’alta valle dell’Impero o valle del Maro, che in una data imprecisata passa dai Clavesana ai Conti di Ventimiglia, dando luogo alla formazione di un’altra signoria autonoma, legata alla Contea di Tenda e rivolta verso occidente e verso l’entroterra piemontese.
Dal XII secolo il borgo è anche un luogo di sosta importante nel grande fenomeno dei percorsi dei pellegrinaggi di fede verso Compostela e verso Roma.
A fine secolo Genova vi acquista un punto fermo, stipulando una convenzione che riconosce le prerogative comunali su una base di apparente privilegio.

## Dal XIII al XVI secolo

La Repubblica di Genova

Il 16 dicembre 1233 Bonifacio II di Clavesana e altri discendenti cedono Porto Maurizio alla Repubblica di Genova.
Genova si mostra particolarmente generosa con Porto Maurizio e già nel 1241 regola il suo definitivo status di città suddita e «convenzionata», concedendo ai suoi abitanti privilegi e libertà maggiori che a quelli di altri centri della Riviera.
Nella seconda metà del XIII secolo avviene l’inserimento effettivo nella Repubblica Genovese della maggior parte della Liguria occidentale.
Nel 1276 pone in Porto Maurizio la sede del Vicariato genovese per la Liguria occidentale e residenza del Capitaneus che vigila sugli interessi della Repubblica sui territori da Savona a Ventimiglia.

Il borgo, sede del Vicariato e unico porto attivo e ben riparato della Riviera (essendo scomparso nel frattempo, per le piene del Centa, quello romano di Albenga), può diventare uno dei maggiori centri della Riviera.

Si emancipa completamente da Albenga, suo antico capoluogo, ha un proprio mercato di vasta influenza economica, a cui fanno capo i prodotti di tutta la parte occidentale del territorio ingauno scambiati con merce d’oltremare; si dota di una flotta e acquisisce una tradizione marinara di grande importanza .
Nel 1284 Porto Maurizio contribuisce con un nutrito contingente di 348 uominialla flotta genovese impegnata nella battaglia della Meloria.
Nel 1365 Francesco Petrarca, di ritorno da Avignone, soggiorna nell'Oratorio degli Ospedalieri di San Giovanni nel borgo alla Marina.
Nel 1562 il borgo di Torrazza è saccheggiato dai turchi del cristiano rinnegato Uccialì.
Nel 1576 il possesso del Principato di Oneglia passa da quella dei Doria a quello dei Savoia, avversari della Repubblica di Genova, rendendo di fatto il principato un minuscolo territorio circondato da uno stato oramai ostile, a differenza di prima. Questa circostanza aumenterà ulteriormente l'isolamento di Oneglia nel corso della storia e di conseguenza la rivalità tra i due borghi vicini.

## XVII secolo
Nel XVII secolo il borgo è fortificato, dotato di un presidio militare e conta una popolazione di trecento famiglie.
Il Capitaneato di Porto Maurizio è istituito nel 1627.
Nel 1676 nasce in Porto Maurizio San Leonardo da Porto Maurizio (oggi patrono della città di Imperia): la sua casa al Parasio, trasformata in chiesa-museo, è tuttora visitabile e fornisce un'idea della vita di questo mistico del Seicento.
Durante questi secoli, fra un rovinoso passaggio di eserciti e l'altro, Porto Maurizio, nell'ambito della Repubblica di Genova, accresce il suo già importante ruolo nella produzione e nel commercio dell'olio di oliva per il quale è noto in tutto il Mediterraneo.
La quasi totalità di questo commercio si svolge per mare, navigando sotto costa e difendendosi dalle frequenti aggressioni dei predoni turchi.

## XVIII secolo

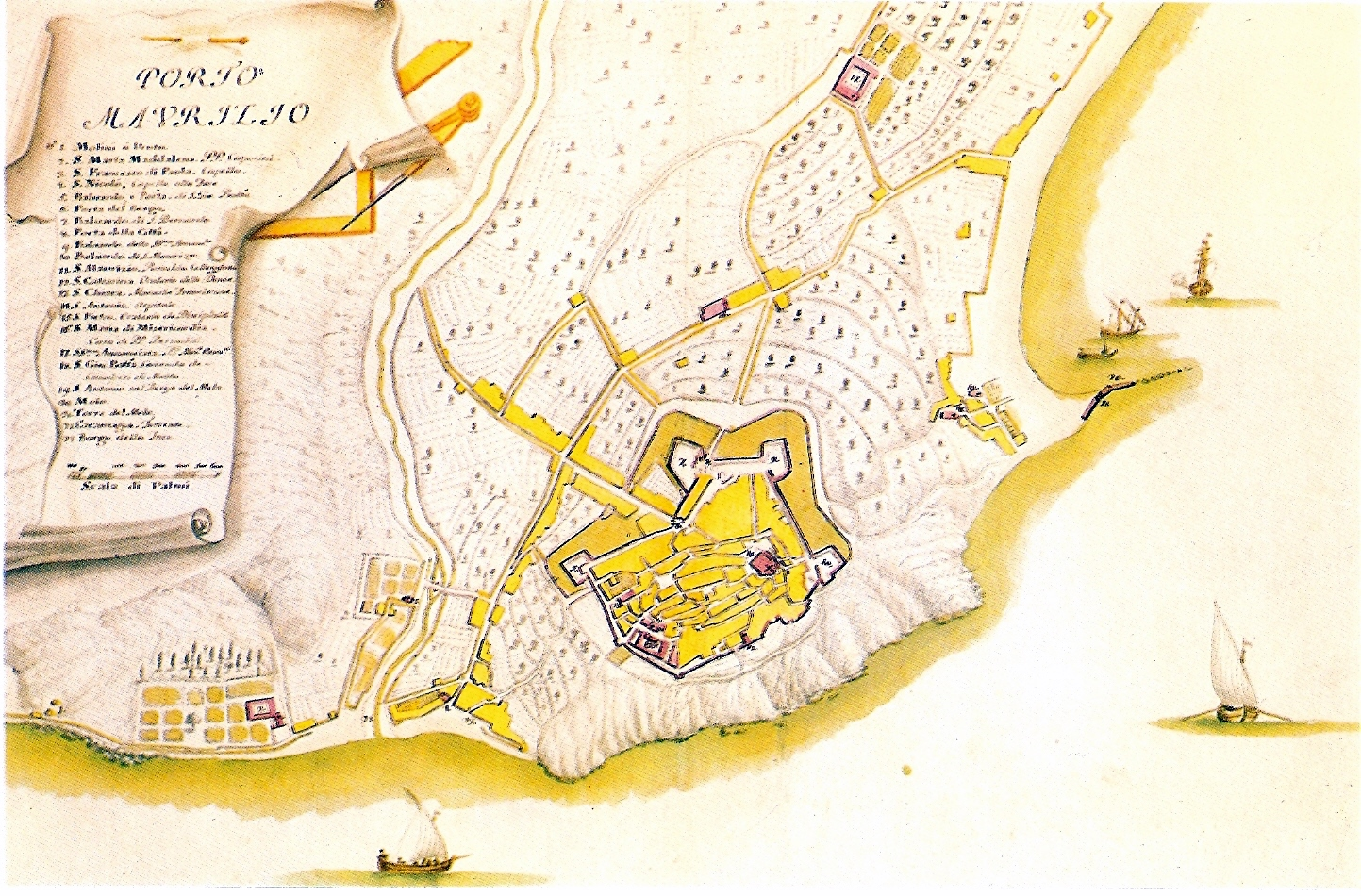
Porto Maurizio
Matteo Vinzoni, 1773

L'espansione del borgo fortificato originario rende necessaria la costruzione di una seconda cerchia di mura in sostituzione della prima ormai insufficiente. 
Più tardi verrà demolita anche questa seconda difesa, sempre per dare spazio all'ampliamento dell'abitato (vedi antiche mura e porte di Porto Maurizio).
Durante la Guerra di successione austriaca Porto Maurizio è temporaneamente occupata da Carlo Emanuele III di Savoia dal 1746 al 1749.
Nel 1782 hanno inizio i lavori per la costruzione della nuova Basilica di S.Maurizio ( i lavori si concluderanno solo nel 1838).

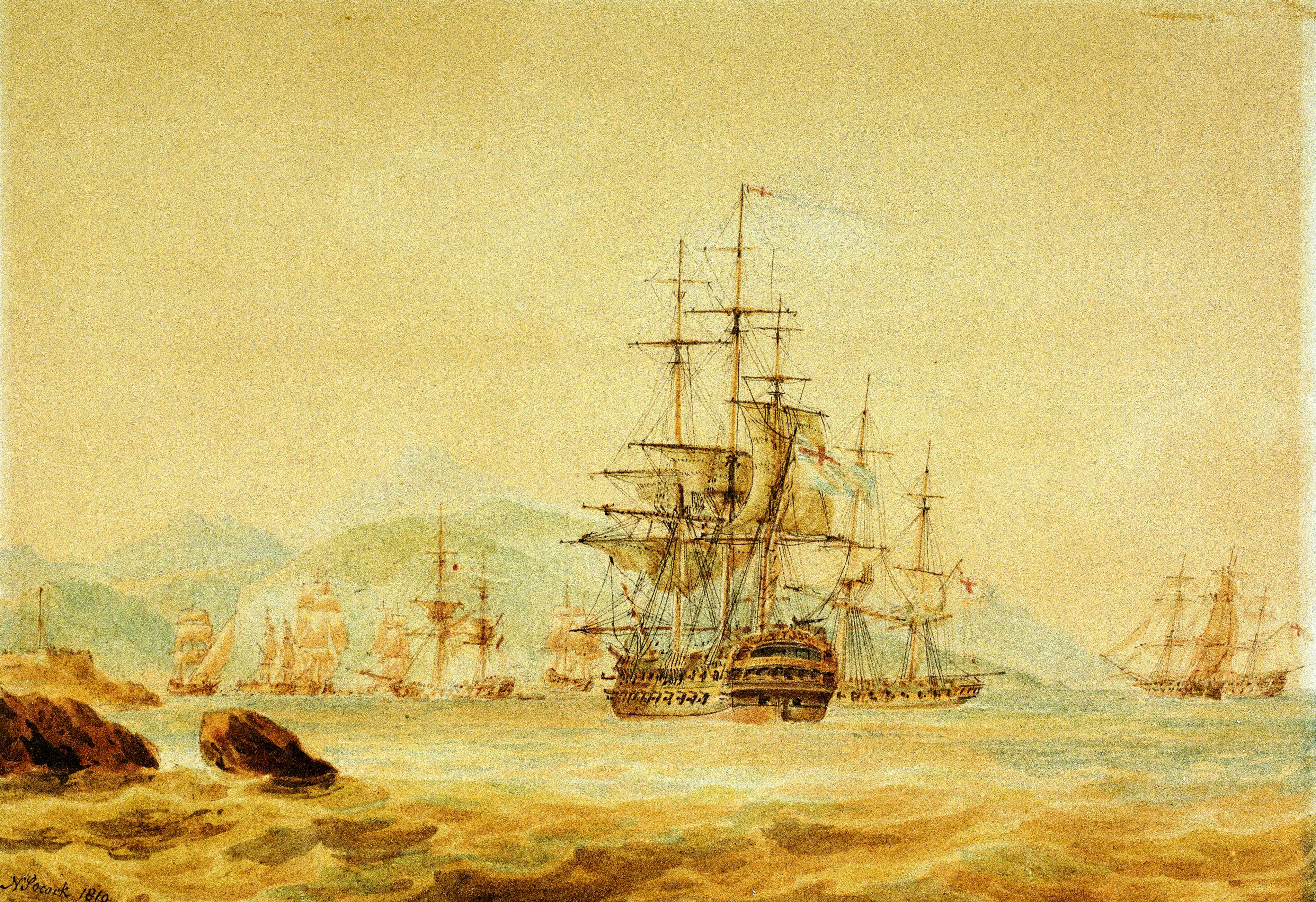
La Agamemnon di Nelson in combattimento davanti a Porto Maurizio, 1 giugno 1796

Nonostante la vicinanza, i rapporti con la città di Oneglia, possedimento dei Savoia e di fatto territorio "straniero", rimasero sempre freddi (nel 1792 una flotta francese bombardò Oneglia, mentre Porto, neutrale, non fu toccata né intervenne).

Repubblica Ligure

Ma con il volgere del secolo sono ormai alle porte i rivolgimenti portati dalla Rivoluzione francese e il Mar Ligure è zona di scontri navali tra la flotta anglo napoletana e quella francese.
Nel corso della Campagna d'Italia, nel giugno 1797, Bonaparte pone fine alla storica Repubblica di Genova. 

Nasce la Repubblica Ligure e Porto Maurizio è il capoluogo della Giurisdizione degli ulivi.
Nel giugno 1798 la Repubblica Ligure dichiara guerra al Piemonte di Carlo Emauele IV. Dopo i primi successi, le vicende volgono a sfavore delle forze rivoluzionarie francesi e della repubblica ligure e Porto Maurizio è occupata dalle forze piemontesi.

## XIX secolo

Dipartimenti liguri dell'Impero francese

Nel 1805, la Repubblica Ligure e quindi anche Porto Maurizio, entrano a far parte dell'Impero Francese. 

Porto Maurizio è un Circondario nel Dipartimento di Montenotte con Savona capoluogo.

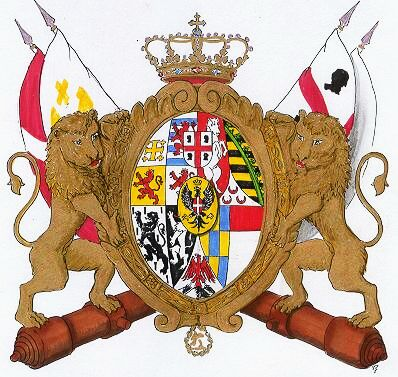
Regno di Sardegna

Stemma di Porto Maurizio

Dopo l'abdicazione di Napoleone del 1814 Porto Maurizio è parte dell'effimera Repubblica Genovese.
Caduto definitivamente l'Impero napoleonico, il Congresso di Vienna del 1815 stabilisce che, come tutta la Liguria, il territorio imperiese venga annesso al Regno di Sardegna di Vittorio Emanuele I.
Nel 1818, Oneglia insieme a Sanremo e Nizza diventa Capoluogo di provincia della Divisione di Nizza, mentre Porto Maurizio viene nominato Capoluogo di Mandamento.
Nel 1834, insieme all’amico Jean Granjean, il pittore Corot viaggia in Liguria e soggiorna a Porto Maurizio e Oneglia.
Dopo la cessione della Provincia di Nizza alla Francia (1860) la città di Porto Maurizio diventa il capoluogo della provincia omonima, che comprende la parte rimasta nel Regno d'Italia.
Nel 1887, il suo centro storico è danneggiato da un tremendo terremoto, che rade al suolo anche le vicine Diano Marina e Bussana.
Nel 1889, a bordo del suo panfilo Bel Ami II, lo scrittore Guy de Maupassant approda e soggiorna a Porto Maurizio.

## XX secolo

Veduta del 1947 di Porto Maurizio dal monte Calvario

Nel corso della Prima guerra mondiale, dal maggio 1917 fino al 30 gennaio 1919, è sede di una Sezione Idrovolanti che nella primavera 1918 diventa la 267ª Squadriglia.
L'espansione sia di Porto Maurizio che di Oneglia aveva da tempo aperto un dibattito sulla possibile unificazione delle due città.
La discussione si protrasse per lunghi anni fra proposte rifiutate da una e dall'altra parte, fino ad arrivare, nel 1923, all'unificazione effettiva nella città di Imperia per decreto governativo.
Da questa data la storia di Porto Maurizio, insieme a quella di Oneglia, confluisce in quella di Imperia.

## Note

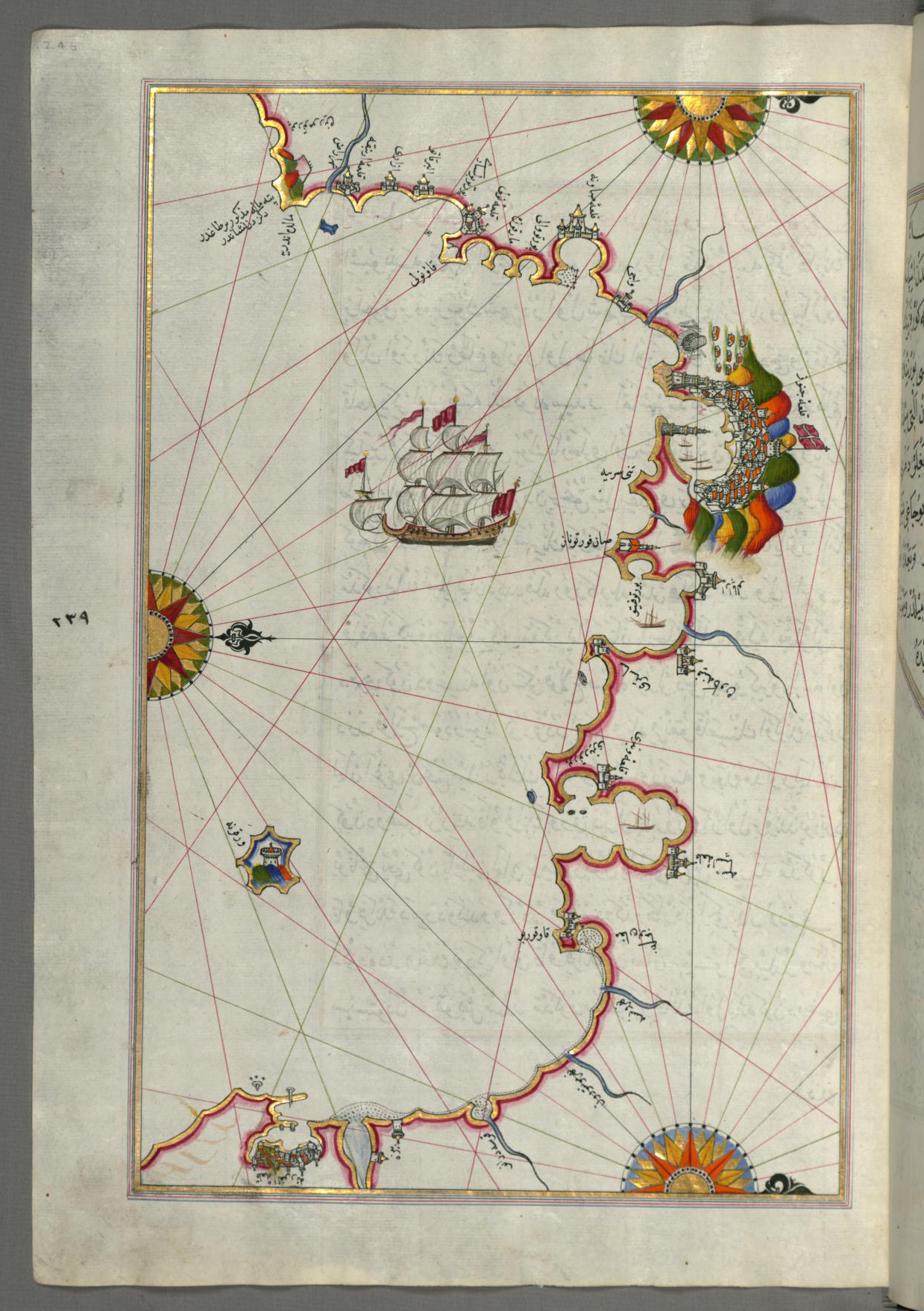
Carta nautica ottomana della costa da Pisa a Porto Maurizio
XVII secolo

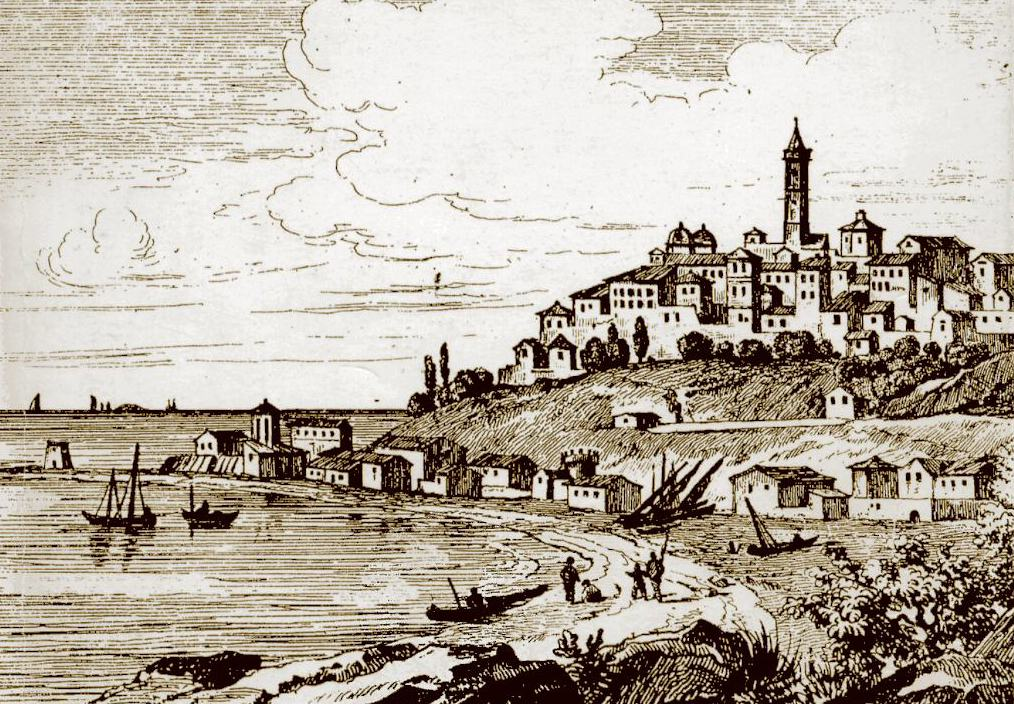
Antica stampa del Fleury che mostra una veduta di Porto Maurizio all'inizio del XIX secolo (da notare il campanile del vecchio Duomo, poi demolito)